# Каталинич, Шимун
Шимун Каталинич (хорв. Šimun Katalinić; 17 сентября 1889, Задар — 4 марта 1977) — итальянский гребец, призёр олимпийских игр.
Шимун Каталинич родился в 1889 году в Задаре (Австро-Венгрия), по национальности — хорват. В связи с тем, что после Первой мировой войны Задар вошёл в состав Италии, Шимун Каталинич стал гражданином этой страны, и его имя стало писаться на итальянский манер: Симеоне Катталиник (итал. Simeone Cattalinich). На Олимпийских играх 1924 года он, выступая за итальянскую команду, завоевал бронзовую медаль в академической гребле на восьмёрках (вместе с ним призёрами стали и его братья — Фране и Анте).